# Bombové útoky v Šarm aš-Šajchu 2005
Bombové útoky v Šarm aš-Šajchu 2005 byly sérií bombových útoků provedených 23. července 2005 v egyptském letovisku Šarm aš-Šajch na poloostrově Sinaj u Rudého moře. Útok si vyžádal 88 mrtvých a kolem 200 zraněných. Většinu obětí tvořili Egypťané, ale při útoku bylo zabito také 27 cizinců. Šlo o nejsmrtonosnější útok v egyptské historii do útoku na mešitu v Bir al-Abed v roce 2017.
Útok se odehrál na během egyptského národního svátku připomínajícího svržení egyptského krále Farúka I. a vznik republiky.
Útok byl součástí kampaně proti egyptskému cestovnímu ruchu. Následoval po bombovém útoku na hotely v letovisku Taba u Akabského zálivu z října 2004, který si vyžádal 27 mrtvých a přes 120 zraněných. K provedení útoku se přihlásila teroristická skupina Brigády Abdalláha Azzama napojená na organizaci Al-Káida.

## Průběh útoků
Útoky se odehrály v brzkých ranních hodinách, když mnoho turistů a místních stále sedělo v restauracích, kavárnách a barech. První bomba vybuchla 1:15 na starém bazaru v centru Šarm aš-Šajchu. Zabila 17 zaměstnanců kavárny. Sebevražedný útočník zanechal nákladní vůz naložený trhavinami na tržišti kvůli policejnímu zátarasu. Druhý nákladní automobil vjel do recepce hotelu Ghazala Gardens v lokalitě Naama Bay. Hotel by výbuchem vážně poničen. Třetí bomba vybuchla na parkovišti poblíž hotelu Mövenpick, rovněž v oblasti Naama Bay a zabila šest turistů.

## Oběti
| Země                   | Počet |
| ---------------------- | ----- |
| Egypt                  | 61    |
| Spojené království     | 11    |
| Itálie                 | 6     |
| Turecko                | 4     |
| Německo                | 2     |
| Česko                  | 1     |
| Spojené státy americké | 1     |
| Kuvajt                 | 1     |
| Izrael                 | 1     |
| Total                  | 88    |

Útok si vyžádal 88 mrtvých a kolem 200 zraněných. Většinu obětí tvořili Egypťané, ale při útoku bylo zabito také 27 cizinců. Mezi oběťmi byl také třiadvacetiletý český student Petr Kořán z Ústí nad Labem, který pracoval jako delegát cestovní kanceláře. Další český občan byl při útoku zraněn.